# Thalassodes clarifimbria
Thalassodes clarifimbria là một loài bướm đêm trong họ Geometridae.